# 演劇

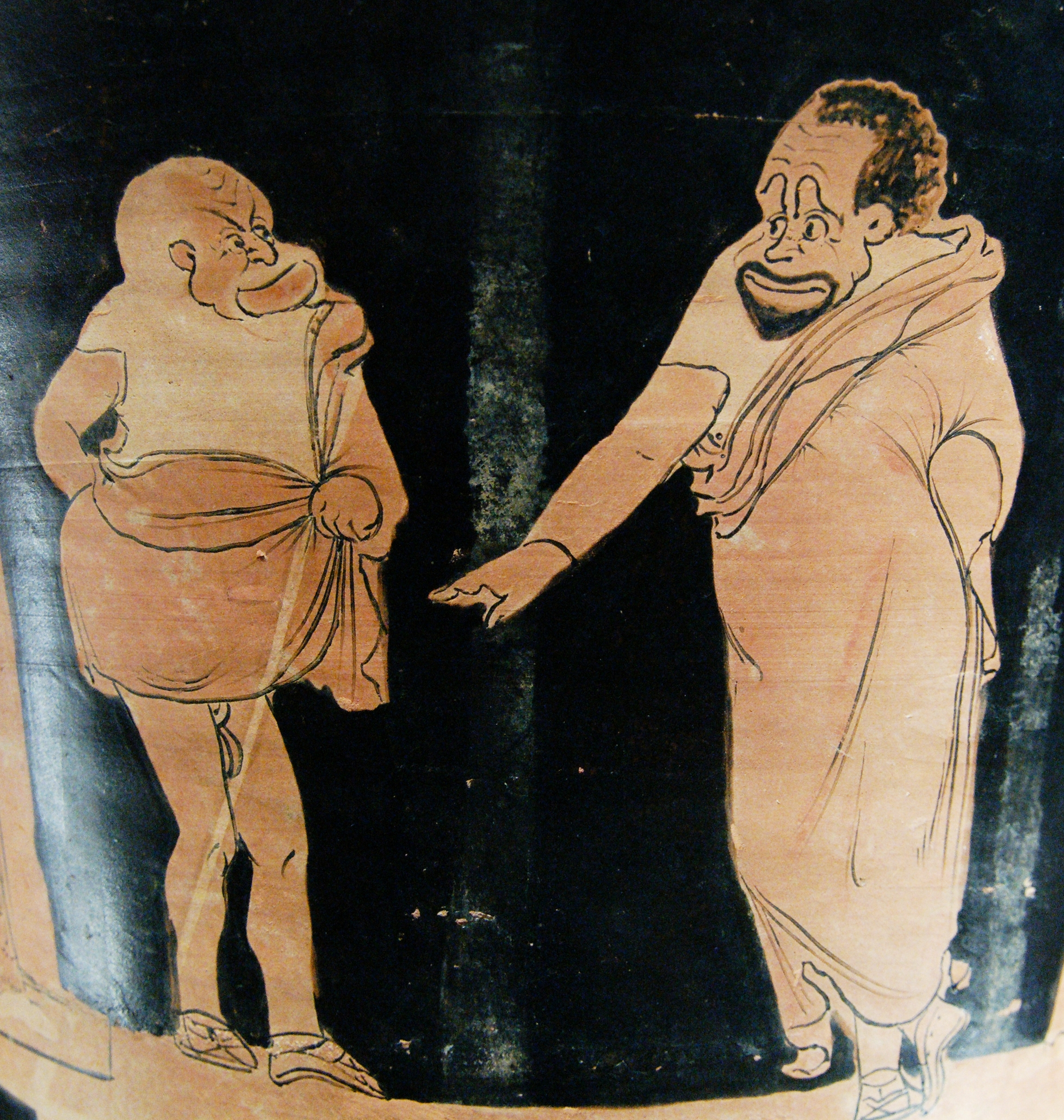
主人と奴隷の役を演じているところが描かれた 古代ギリシアの壺（紀元前350年ころ）。

劇場建物内部のステージと客席

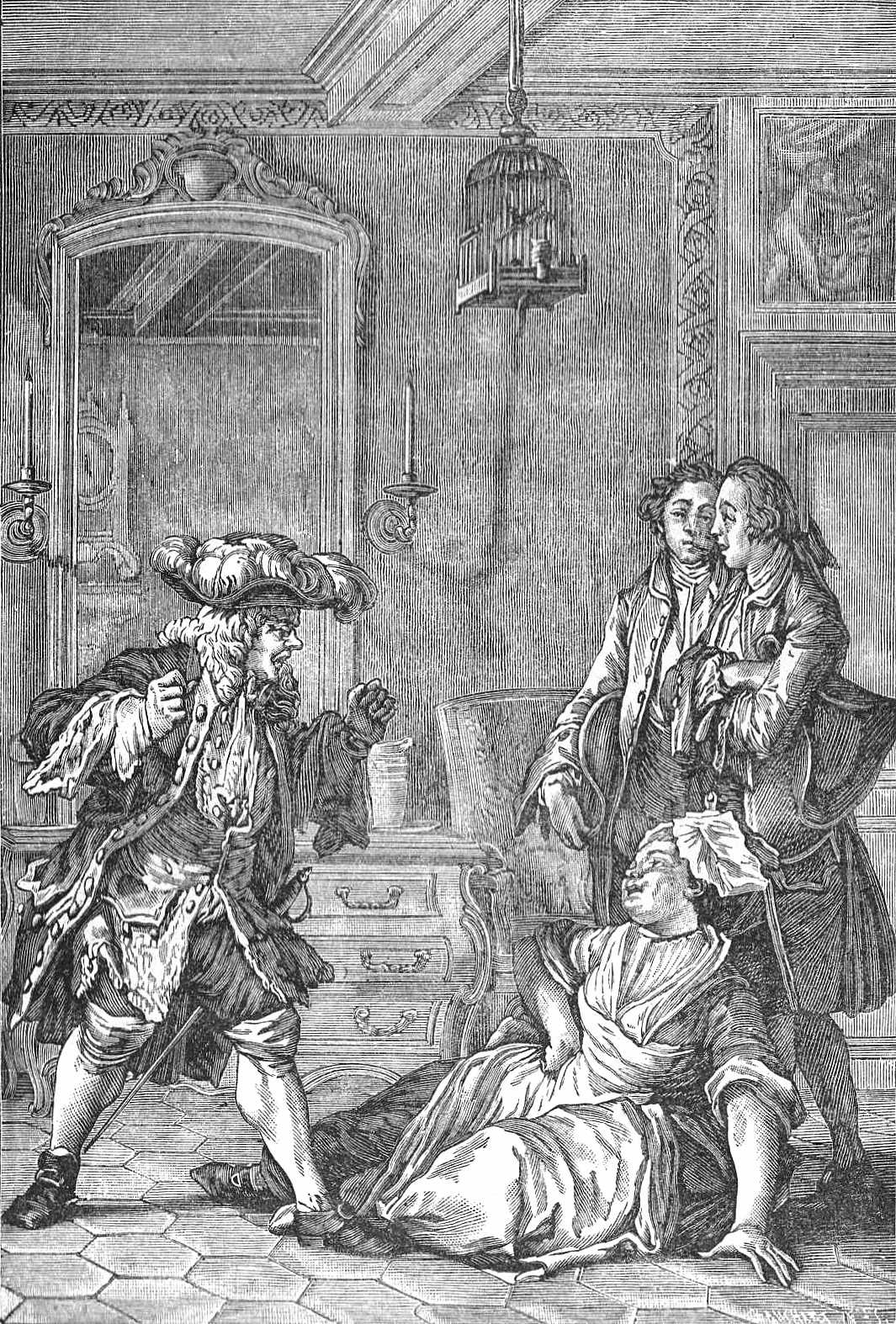
モリエールの『町人貴族』が舞台で演じられている様子 （Moreau le jeune画）

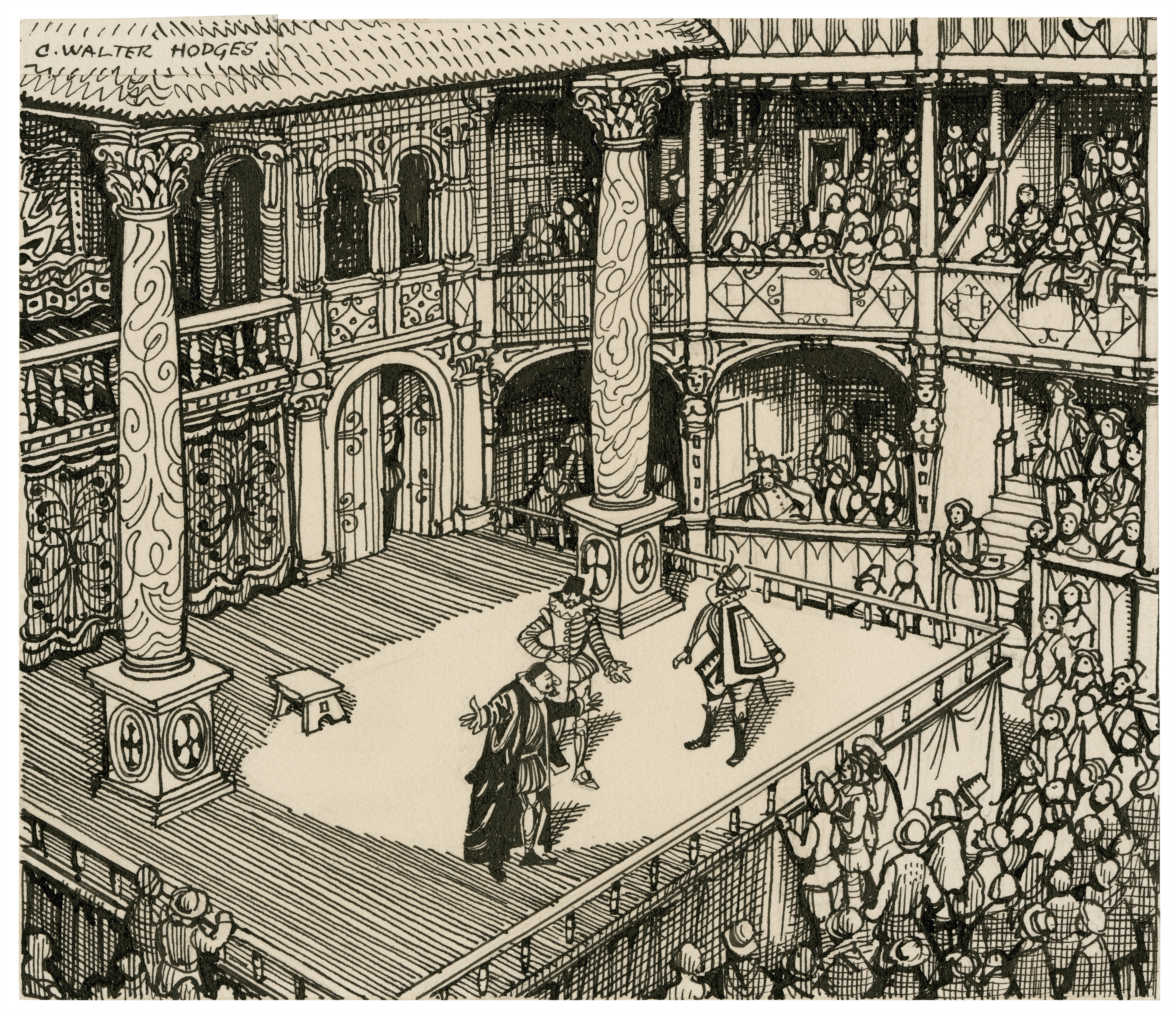
シェイクスピア『ヴェニスの商人』の、かつての上演の様子を再現した画

演劇（えんげき、英語: theatre, theater）とは、観客に対し、俳優が舞台上で身振りや台詞などによって、物語や人物などを形象化し、演じて見せる芸術のこと。俳優が観客を前にして、舞台上で思想や感情などを表現し伝達しようとする一連の行為であり、それらを鑑賞する目的もある。
演劇は「芝居」ともいわれる。「芝居」は劇場がかつては野外にあるのが一般的で、観客が芝に座って観劇したことに由来するという。「舞台」といわれることも多い。

## 概説
演劇とは、生身の俳優が舞台上で仕草や身振り、表情や台詞などを用いて演技し、物語や人物などを観客に対して見せる芸術である。大抵は、作者（劇作家）が筋書き（戯曲・台本）を書き、それにもとづき俳優が舞台上で台詞・動作などを用いて演じ表現する。
また、演劇の多くには演出者（演出家）がいて、劇作術にもとづいて俳優を指導する。舞台装置・照明・音楽・音響なども総合的に用いて効果をあげる。ゴードン・グレイグは演劇を「背景（舞台装置・照明などの「舞台」）と音（俳優が発する声・音楽・音響）が織りなすものである」とし、演劇を総合芸術であると捉えた。このように、用いられる芸術分野は多岐に渡り、音楽や舞踊、舞台音響・舞台照明や舞台美術、舞台機構、時には観客席側も含めた劇場内空間、さらには劇場の建築物としてのデザインにまで至ることもある。演劇のために劇作家が執筆する戯曲は、単体でも文学作品となりうる。

## 演劇の起源と歴史

### 起源
演劇の起源には諸説ある。
- 人類が本能的に持っている模倣への興味であるとの推察による説[3]（小林愛雄）。
- 呪術や宗教的儀式が発展し演劇となっていた説。

古代ギリシアにおいては、悲劇の競演が行われる大ディオニュシア祭は、神ディオニュソスを称える祭儀としての側面をもっていた。また呪術や宗教的儀式には、行為・現象の模倣やその再現が重要な要素として含まれていることも多い。

### 歴史
西洋演劇の淵源は、古代ギリシアに求められる。紀元前5世紀にはギリシア演劇はアテナイにおいて最盛期を迎え、アイスキュロス、ソポクレス、エウリピデスの三大作家を中心とするギリシア悲劇や、アリストパネスなどによるギリシア喜劇が成立した。紀元前4世紀に入るとギリシア演劇は沈滞したものの、その作品は長く地中海一帯で上演され続けた。古代ローマにおいてもギリシア演劇の影響を受けて演劇は盛んに行われ、各地にローマ劇場が建設されたものの、ローマ帝国の衰退とキリスト教の影響によって古代演劇もまた衰退していった。
その後、10世紀に入るとキリスト教の影響の元に宗教劇の記録が文献に現れるようになり、13世紀からは宗教劇を主体とする中世演劇が隆盛を迎える。ルネサンスが始まると人文主義者らによって古代の演劇台本が再発見され、また活版印刷の発明によって台本の大量生産が可能となったために演劇は大きく変化することとなった。16世紀末にはイタリアにおいてオペラが誕生し、ヨーロッパ各地に広まって盛んに催行されるようになった。

## 演劇の要素
演劇の要素として、伝統的には俳優、戯曲、観客の三つが挙げられてきた（演劇の三要素）。これに劇場を加えて演劇の四要素とすることもある。歴史的には初期の演劇には彼我の区別がなく、例えば古代ギリシャ演劇の初期段階では観客はおらず全員参加型の共同行為であった。
演劇が台本そのままではなく、観客の目の前で行われることで成立する性質は演劇の現前性（presence）と呼ばれる。演劇を収録したビデオは演劇そのものではなく演劇の記録作品とされる。ウィリアム・シェイクスピアの作品は世界中で上演されているが、同じ台本であっても解釈が異なれば別の作品となる。ウィリアム・シェイクスピアやジャン・ラシーヌの作品を特設スタジオで映画製作の手法で記録した作品もあるが、これらは演劇とは異なる新しい形態の映像芸術とみなされている。
また、演劇は映画のように複製的機械的に繰り返されることができない「一回性」の芸術である。毎回の舞台は微妙に違い、同じ芝居は二度とないことから、演劇の本質的一回性とも呼ばれている。

## 演劇の上演

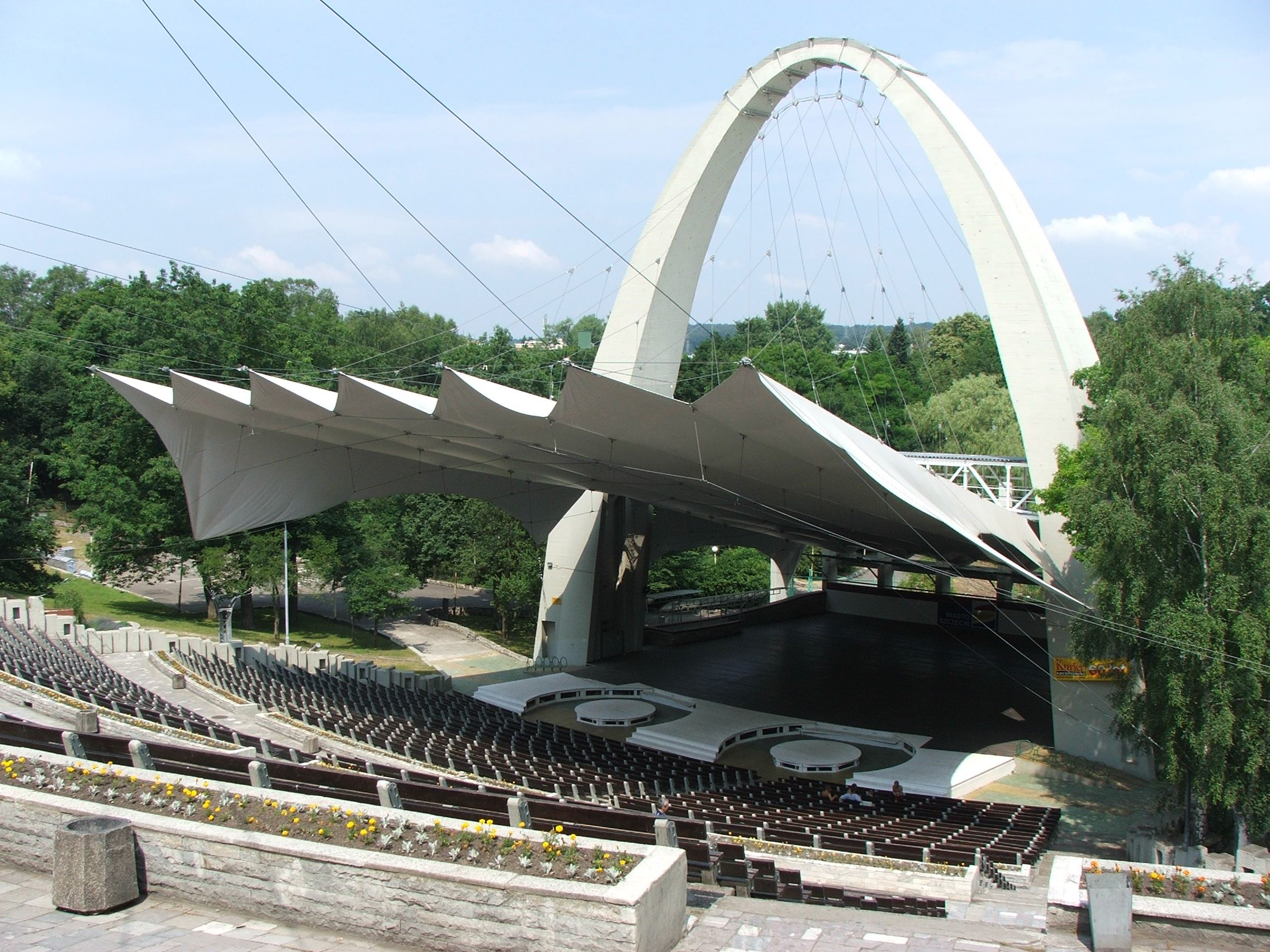
シチェチンの夏の劇場, ポーランド

古典歌舞伎などの場合は、セリフや動きが型にはまっており、幼少時からの稽古で演目や演技の「型」が役者の身体に染み付いているためか、（上演直前の）稽古期間は数日であるという。新作歌舞伎でも、その稽古期間は現代劇に比べて圧倒的に短い。また、古典歌舞伎に演出家はいない。
現代演劇の場合の上演前の流れは、演目決定後、オーディションまたはオファーで演者決定。顔合わせ（演出家、演者などスタッフ一同）、読み稽古（セリフ）、立ち稽古（演技）、通し稽古、集中稽古等の稽古を経て、小屋入り（公演する劇場へ）。仕込み（劇場の準備）、場当たり（衣装、メイク、音響・照明）、ゲネプロ（舞台セットでの予行）などの行程をへて本番の公演となる。これらの公演前の準備期間は通常1 - 2か月である。
最初の開演日を「初日」といい、（上演期間が長い場合、ほぼ中間に当たる上演日を「中日（なかび）」といい）、最終公演を「千秋楽」という。

## 演劇の分類

### 物語内容による分類
主に戯曲の内容（展開）による分類である。ただし何をもって悲劇とするか、喜劇とするかの明確な基準はない。たとえば一般に、主人公の死など哀しい物語が展開される作品は悲劇とされる。古代ギリシャの『オイディプス王』やシェイクスピアの『マクベス』などがその一例である。シェイクスピアの作品には「四大悲劇」と呼ばれるものもある。一方で、祝祭的様相に満ちたシェイクスピア『お気に召すまま』は喜劇とされる。
一方で、物語にドラマがなく、登場人物が打開不可能な空間に置かれる物語を不条理劇と呼ぶ。代表的な劇作家はサミュエル・ベケットやハロルド・ピンターなどである。また、こうした西洋の演劇手法に反抗し、日本の平田オリザは「静かな演劇」を提唱した。これは日常の会話にドラマ性を求めるものであり、現代演劇の一ジャンルとなっている会話劇の根源となっている。
- 悲劇
- 喜劇
- 不条理劇
- 会話劇

### 演出手法（表現手法）による分類

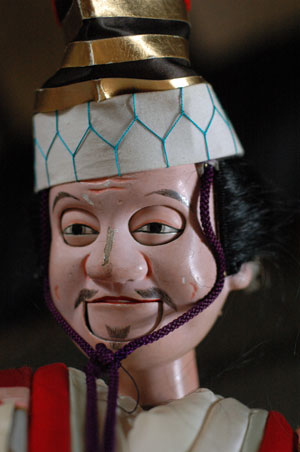
文楽

- 音楽劇
  - オペラ
  - オペレッタ
  - ミュージカル
- 人形劇

### 時代による分類
- 日本の伝統芸能
  - 能
  - 狂言
  - 文楽
  - 歌舞伎
  - 落語
- 近現代の日本の演劇
  - 新派劇
  - 浅草オペラ
  - 大衆演劇
    - 軽演劇
    - 剣劇
    - レヴュー
    - 新劇
- 現代の日本の演劇
  - 小劇場演劇
    - アングラ演劇

  - 商業演劇

### 演じ手による分類
現代の日本では、プロによる演劇を商業演劇、アマチュアによる演劇を小劇場演劇と呼ぶことが多い。
- 商業演劇
- 小劇場演劇
- 市民劇団
- 学生演劇（大学生による演劇と、大学生以下の学生による演劇と2つの意味を持つ）
- 高校演劇・中学演劇
- 児童演劇

## 演劇祭
- エディンバラ国際フェスティバル（イギリス）
- ロンドン演劇祭（イギリス）
- アヴィニヨン・フェスティバル（フランス）

## コンクール
- 全国高等学校演劇大会（日本）
- 四大学英語劇大会（日本）